# Lamberto II de Lovaina

Escudo do Brasão de Armas do Conde da Lovaina.

Lambert II de Lovaina "o Apertado" (? - 19 de junho de 1054) foi Conde da Lovaina e de Bruxelas a partir de 1040 e até 1054.

## Biografia
De acordo com o sanctae Gudilae (entre 1048-1051) Lambert II sucedeu ao seu irmão, Henrique I da Lovaina, herdando assim a herança de seu pai reunindo às suas posses o Condado da Lovaina, que ainda aumentou à custa das autoridades imperiais e religiosas, tais como a Abadia de Nivelles e a Abadia de Gembloux ou o bispado de Liége. 
Lambert II aparece na documentação ligado ao Combate Wazon, no bispo de Liège, em 1046, tendo depois desta contenda, em 1051, travado uma escaramuço com as forças militares do próprio imperador.
Em 1047 Procede á fundação do Capítulo de Sainte-Gudule ao fundar a Igreja de Saint-Michel, na cidade de Bruxelas.
Juntou-se a rebelião de Balduíno V da Flandres contra o imperador alemão Henrique III, Sacro Imperador Romano-Germânico, mas o 1054 é morto em batalha contra o exército imperial perto de Tournai. 
Foi enterrado na Abadia de Nivelles, sendo comemorado o seu obituário a 19 de junho d cada ano .

## Relações familiares
Foi filho de Lamberto I de Lovaina, Conde de Lovaina e Bruxelas e de Gerberga de Lorena (970 - 1015), filha de Carlos da Baixa Lotaríngia (953 - 12 de junho de 991) e de Inês de Vermandois, também conhecida como Adelaide de Vermandois, sendo pelo lado do pai neta do rei de França, Luís IV de França.
Casou com Uda da Lorena, filha de Gotelão I de Verdun (967 - 1044) e de Barbe de Lebarten, filha de Otão III de Lebarten e de Lukharde de Linselstein, de quem teve:
1. Henrique II de Lovaina (1020 — Mosteiro de Santa Gertrudes, Nivelles 1078)[6]. foi Conde de Lovaina e de Bruxelas de 1054 à 1078.  Casou com Adela de Batávia, filha de Eberardo de Batávia[7], conde de Batávia.
2. Reginar de Lovaina
3. Adela de Lovaina (? - 1060) casada por duas vezes, uma com Dedi de Wettin (c. 1069 - 1075), marquês Baixa Lusácia e a outra com Otão de Orlamünde (? - 1067).